# Tilburg Mixed Hockey Club
Maillots
Le Tilburg Mixed Hockey Club (fondé le 2 octobre 1925) était un club de hockey sur gazon de Tilburg. Les hommes de Tilburg sont devenus deux fois champions nationaux, en 1960 et en 1970.
En 2011, Tilburg a fusionné avec Forward ; le club de fusion a continué sous le nom de HC Tilburg à partir de la saison 2011-2012.
Avant la fusion, les hommes jouaient dans la grande ligue néerlandaise, mais relégués et les femmes évoluaient en première division.

## Honneur
Hoofdklasse
- Champions (2): 1959-1960, 1969-1970

L'un des membres de la dernière équipe du championnat était le multiple international Bart Taminiau.

## Lien externe

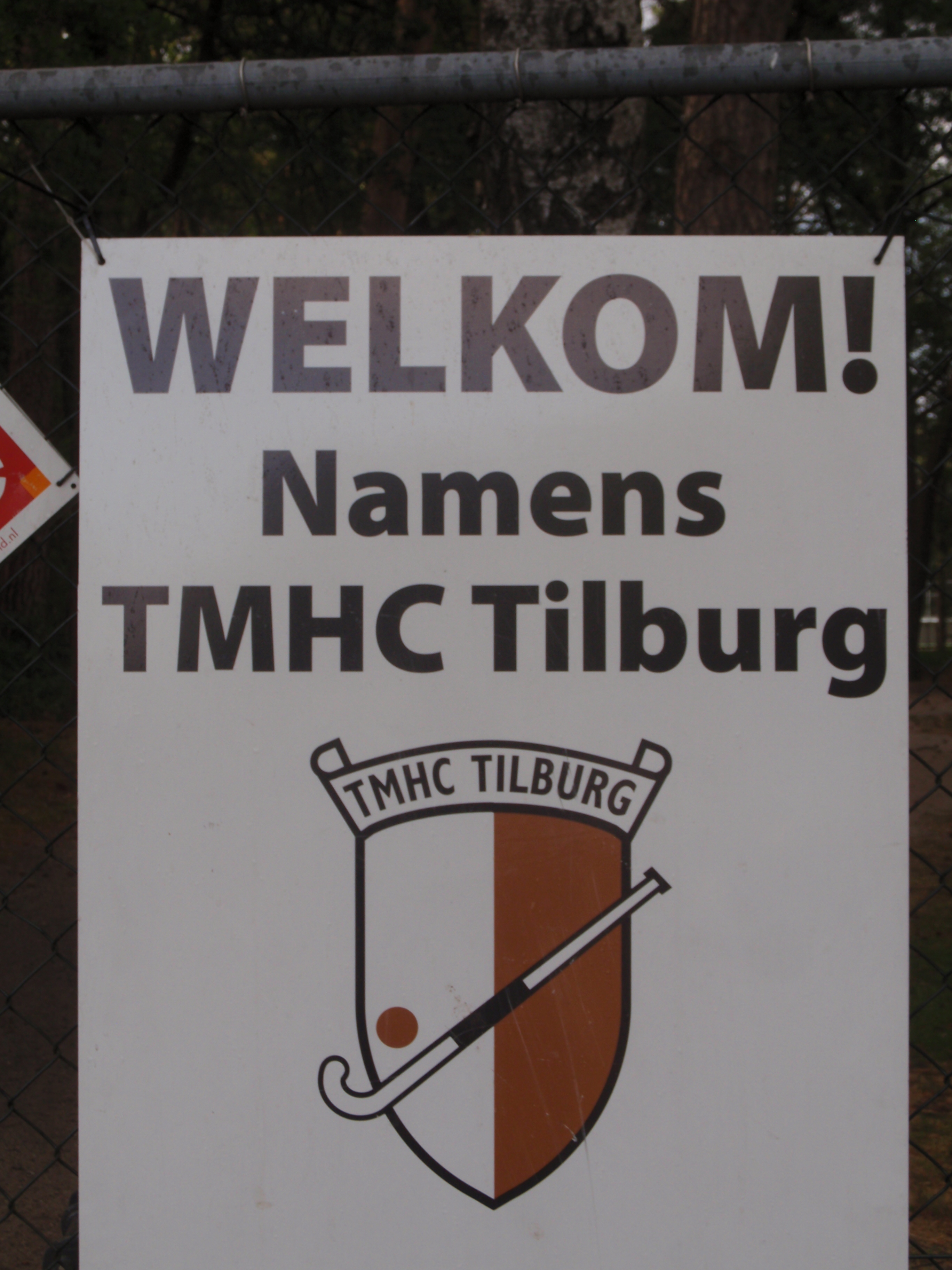
Logo à l'entrée (2011)
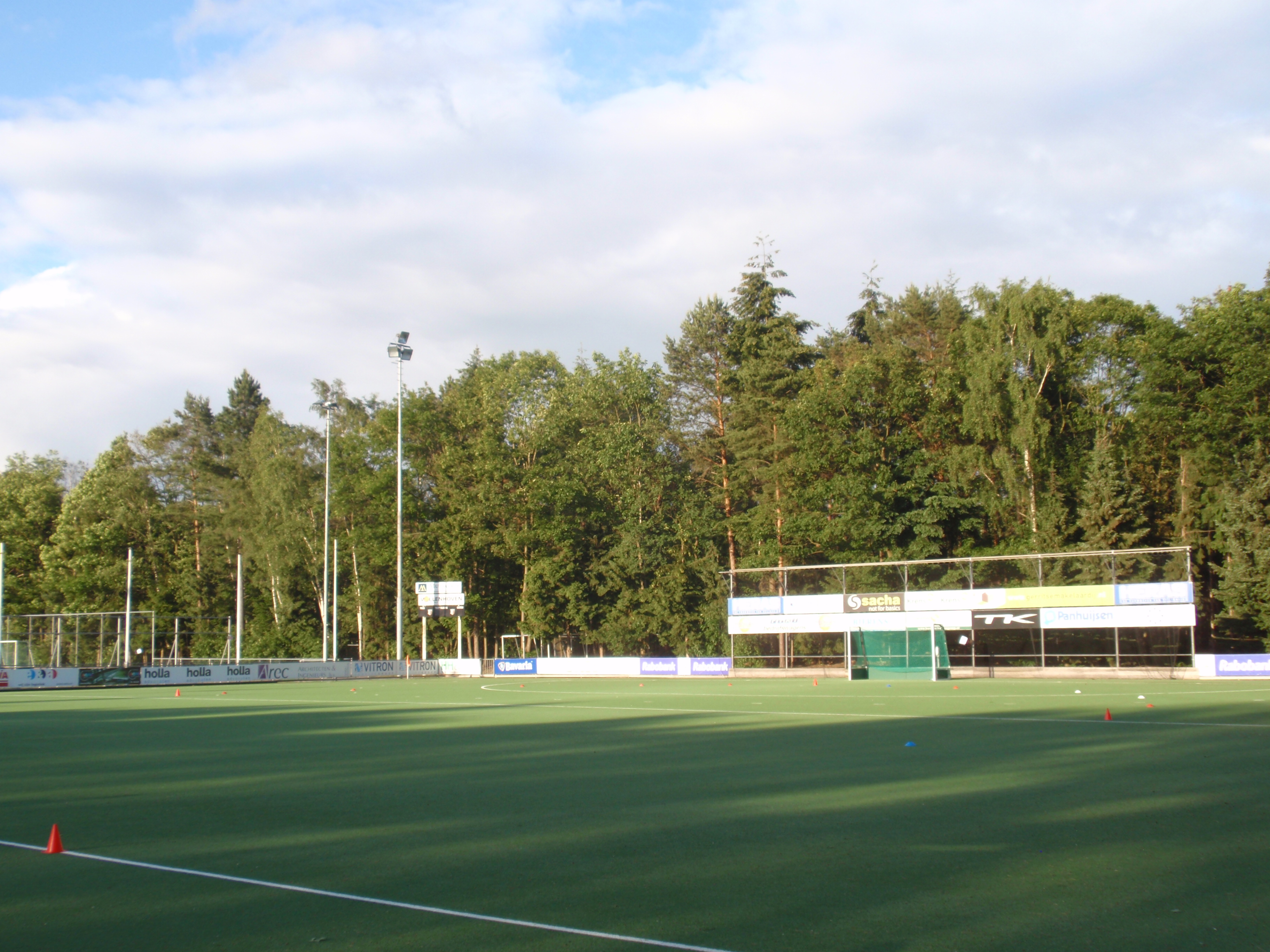
Terrain avec tribunes (2011)
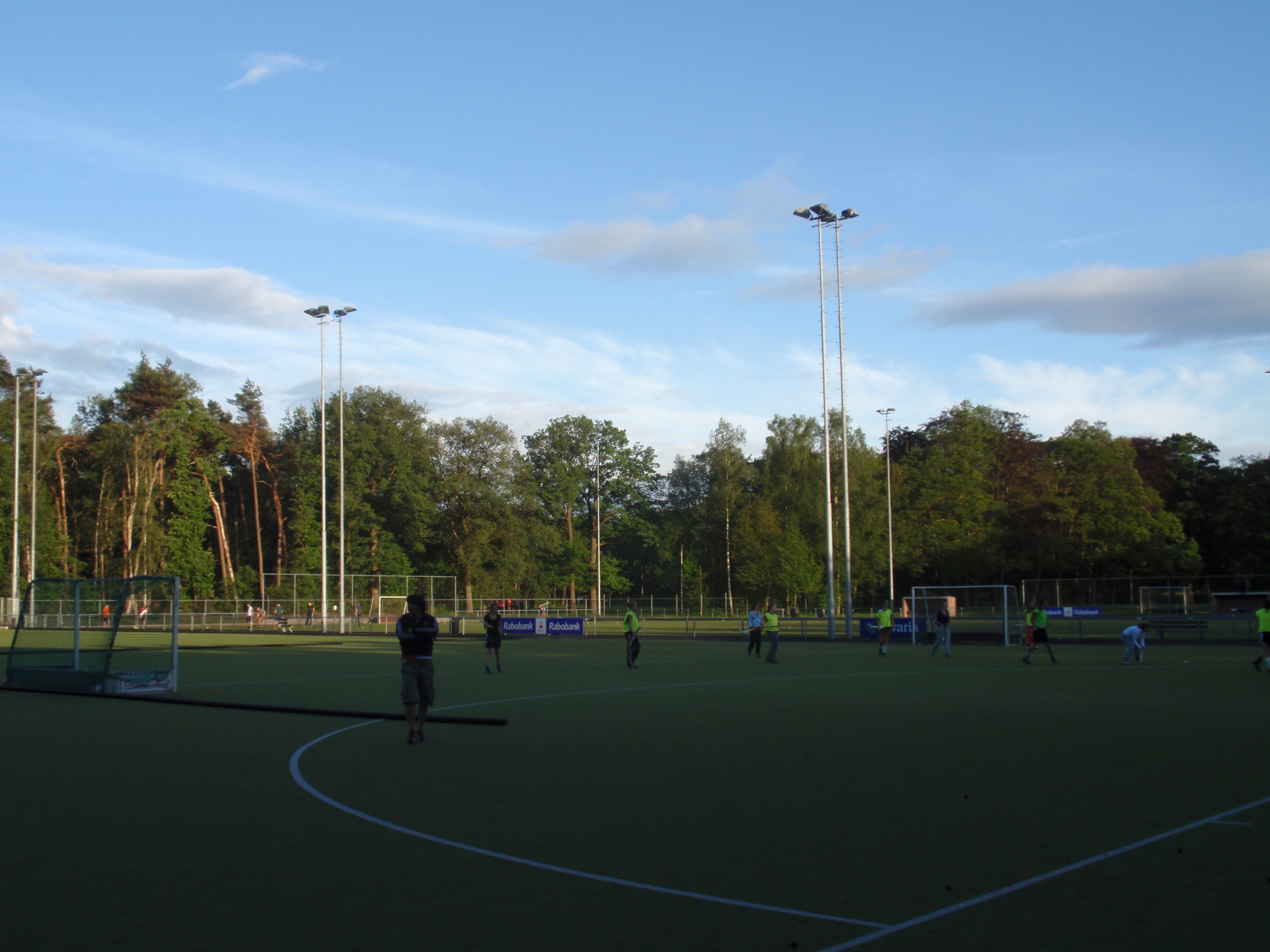
Entraînement des filles (2011)